# Relaciones humanas
Las relaciones humanas, abreviadas RRHH en el ámbito de las ciencias sociales, son el conjunto de interacciones que se da en los individuos que pertenecen a una sociedad, la cual tiene grados de órdenes jerárquicos. Las relaciones humanas se basan principalmente en los vínculos existentes entre los miembros de la comunidad.
La comunicación para llevarse a cabo este tipo de relación puede ser de diversos tipos: visual o comunicación no verbal, lenguaje icónico o lenguaje de las imágenes, que no solo incluye la apariencia física, imagen corporal sino también los movimientos, las señales, lingüística, comunicación oral, afectiva y, también, los lenguajes creados a partir del desarrollo de las sociedades complejas como el político, económico, gestual, etc.

## Clasificación de las relaciones humanas
- Relaciones primarias: Su importancia es primordial, ya que ellas se establecen cuando las personas se relacionan entre sí, por ellas mismas.
- Relaciones secundarias: Se originan por la necesidad de un servicio o función que puede prestar una persona a otra.